# Artsyz
Artsyz (en ukrainien : Арциз) ou Artsiz (en russe : Арциз ; en allemand : Arcis ; en roumain : Arciz ou Arşiţa) est une ville de l'oblast d'Odessa, en Ukraine. Sa population s'élevait à 14 355 habitants en 2022.

## Géographie
Artsyz se trouve dans la région historique du Boudjak, à 115 km au sud-ouest d'Odessa et à 505 km au sud-sud-ouest de Kiev.

## Histoire
Artsyz a été fondée en 1816 et peuplée par des familles de luthériens allemands, invitées par le gouvernement russe à s'installer dans le sud de la Bessarabie, annexée à l'Empire russe en 1812. Ces migrants étaient pour la plupart originaires de Pologne prussienne (Posnanie) et ils fondèrent douze villages, dont plusieurs portaient des noms français, rappelant des batailles où Allemands et Russes avaient combattu côte à côte contre les armées napoléoniennes : Brienne, Fère-Champenoise et Arcis-sur-Aube, etc.. Artsyz a ainsi été nommé en souvenir de la bataille d'Arcis-sur-Aube des 20 et 21 mars 1814.
Cette communauté prospéra sous l'autorité de l'Empire russe puis du royaume de Roumanie. Mais lorsque la France, qui avait garanti les frontières roumaines, capitula en juin 1940, l'Union soviétique adressa un ultimatum à la Roumanie qui céda. Quarante-huit heures plus tard, la Bessarabie devenait soviétique : le Boudjak fut alors rattaché à la république socialiste soviétique d'Ukraine.
Ces changements faisaient suite au Pacte Molotov-Ribbentrop dont le protocole secret prévoyait le rapatriement en Allemagne des minorités allemandes de Bucovine et de Bessarabie. Les habitants d'Artsyz furent embarqués sur des camions soviétiques, accompagnés d'officiers allemands pour les rassurer, puis sur des bateaux roumains et hongrois réquisitionnés, et par le Danube, emmenés à Vienne, puis par train en Pologne occupée (Wartheland), où ils reçurent des terres prises à des paysans polonais. Ils y furent rattrapés par l'Armée rouge à la fin de 1944 et une partie d'entre eux périt durant l'exode vers l'ouest qui s'ensuivit. Les survivants s'installèrent en RFA.

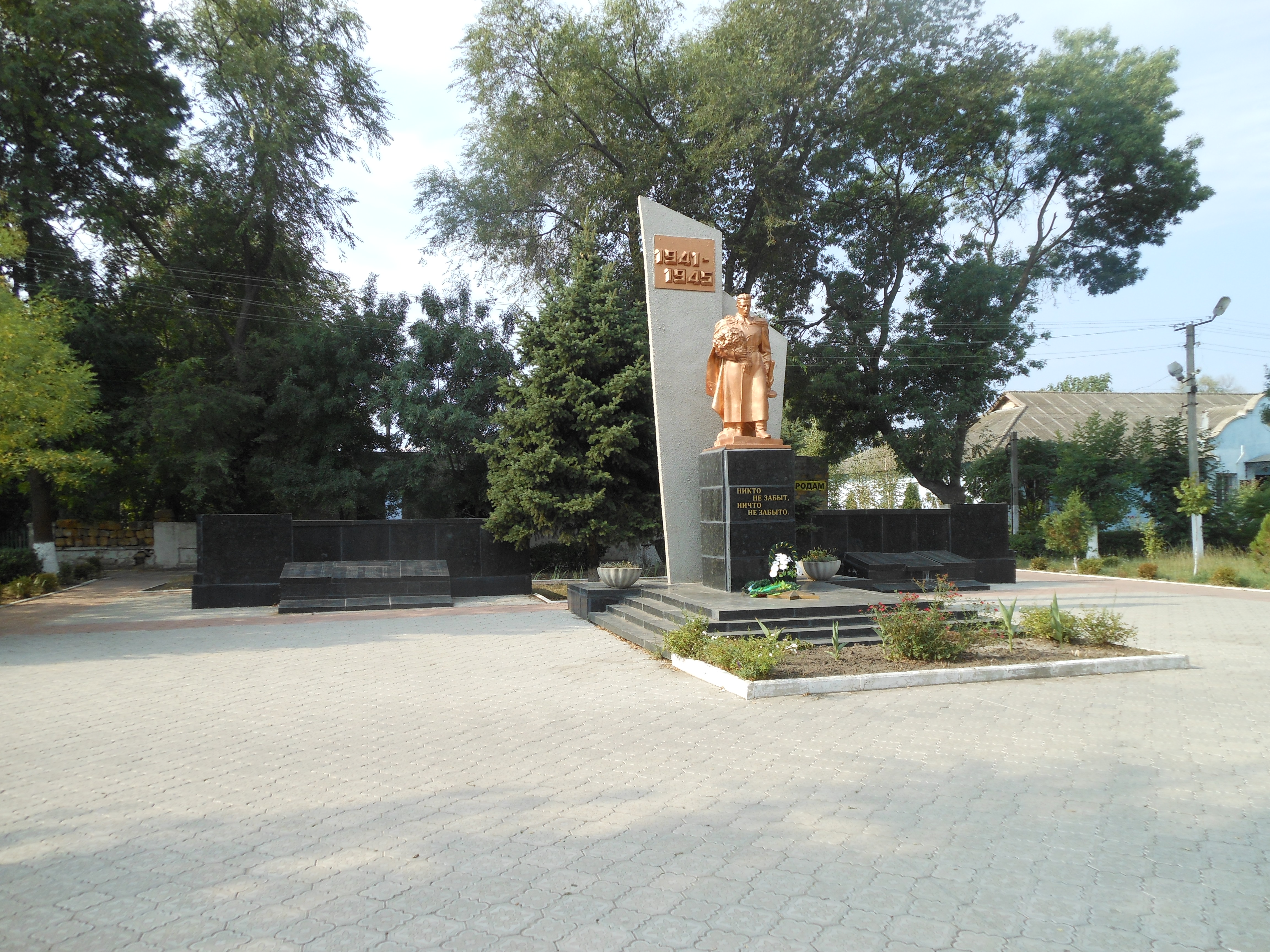
Monument aux morts de la Grande Guerre patriotique.

Durant la Seconde Guerre mondiale, la Roumanie du régime Antonescu, le « Pétain roumain », occupa le Boudjak et utilisa Artsyz, inhabitée et en partie ruinée, pour y parquer des Juifs, des Roms et des antifascistes, dont beaucoup moururent de froid et de dysenterie. En août 1944, lorsque la Roumanie rejoignit les Alliés in extremis, l'Armée rouge revint et Artsyz, à nouveau désertée, fut progressivement repeuplée de Russes et d'Ukrainiens dans le courant des années 1945-1960. Artsyz est devenue un chef-lieu de raïon et un gros bourg agricole, où les productions du Boudjak sont conditionnées et expédiées par chemin de fer vers Reni, Izmaïl ou Odessa.
Depuis l'indépendance de l'Ukraine, la ville connaît en outre un certain renouveau culturel. En 2017 Stepan Poltorak a décidé de réactiver l'aérodrome qui se situe à cinq kilomètres au sud/ouest de la ville pour y installer la 45e brigade d'assaut aéroporté .

## Population
Recensements (*) ou estimations de la population :
| 1959*  | 1970*  | 1979*  | 1989*  | 2001*  | 2012   |
| ------ | ------ | ------ | ------ | ------ | ------ |
| 11 344 | 14 115 | 16 853 | 20 240 | 16 370 | 15 211 |

| 2013   | 2014   | 2015   | 2016   | 2017   | 2018   |
| ------ | ------ | ------ | ------ | ------ | ------ |
| 15 178 | 15 021 | 14 919 | 14 859 | 14 854 | 14 915 |